# Balisong

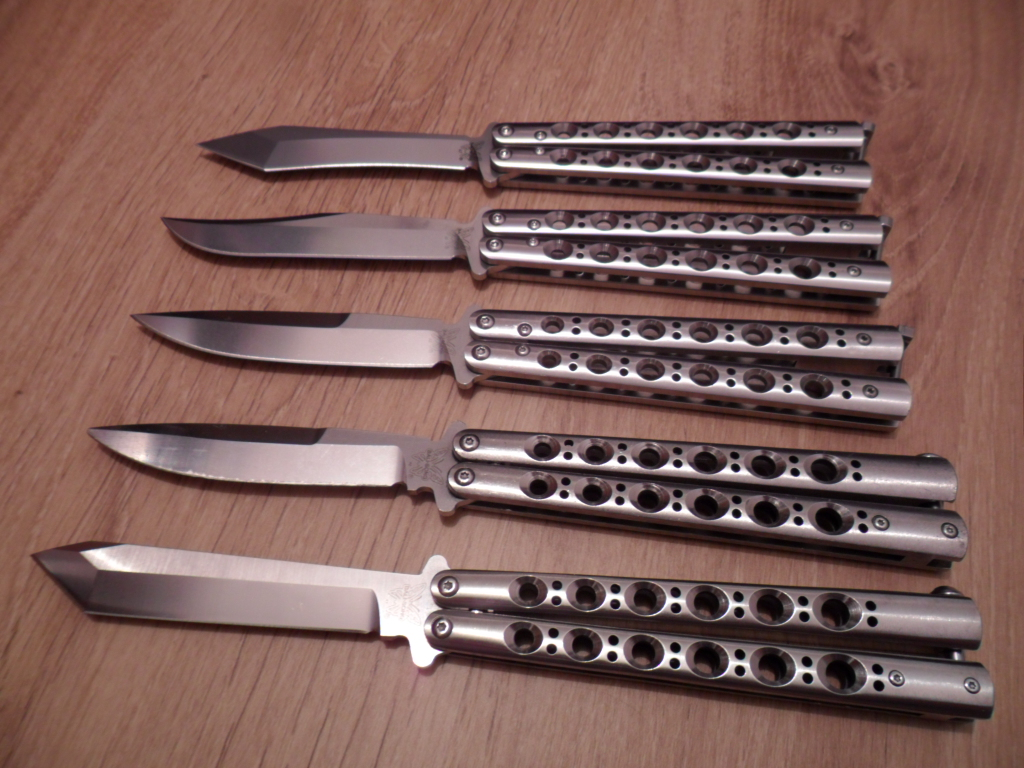
Verschiedene Varianten von Balisongs

Ein Balisong (umgangssprachlich oft als „Butterflymesser“, kurz: „Butterfly“ bezeichnet) ist ein Faltmesser mit zweigeteilten, auf einer Ebene schwenkbaren Griffen. Die Bezeichnung „Balisong“ stammt aus dem Tagalog und ist eine Zusammensetzung der beiden Wörter balí („brechen“) und sungay („Horn“). Auf den Philippinen ist eine weitere Bezeichnung des Messers auch bente-nuebe (spanisch veintinueve ‚neunundzwanzig‘), entsprechend seiner Durchschnittslänge in Zentimetern.

## Aufbau

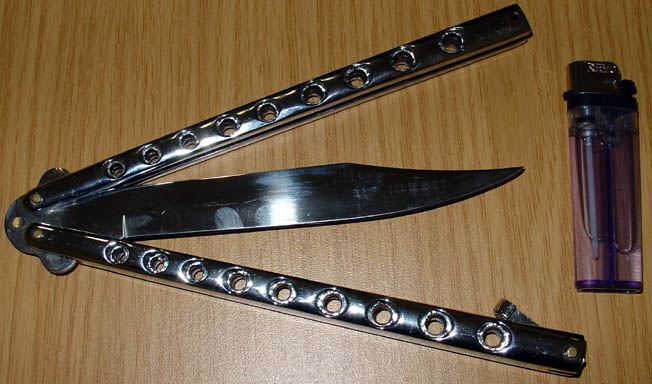
Halbgeöffnetes Balisong

Das Balisong besitzt zwei um jeweils 180° schwenkbare Griffhälften, die durch je einen gleichorientierten Achsstift mit der Klinge verbunden sind. Ein Sicherungsstift am anderen Ende hält die beiden Griffhälften sowohl im aus- als auch im eingeklappten Zustand zusammen. Oftmals enthalten die Griffe Bohrungen, um das Messer leichter und gleichzeitig griffsicherer zu machen. Außerdem dient der Sicherungsstift zur Orientierung zwischen dem „safe handle“ und dem „bite handle“, also der Griffhälfte, die zum Klingenrücken bzw. zur Schneide hin schließt.

## Geschichte
Die Geschichte des Balisong-Messers ist nicht genau bekannt. Es kursieren zwei verschiedene Versionen, die beide jedoch nicht eindeutig belegt werden können.
Eine Theorie besagt, dass das Balisong als Fischermesser auf den Philippinen entwickelt wurde. Die dortigen Fischer benötigten ein Arbeitsmesser, dessen ruhende Klinge bei einem Sturz auf dem schwankenden Boot ungefährlich war. Die Klinge des Balisongs ist im Ruhezustand vollkommen in den beiden Griffteilen eingeschlossen und kann daher niemanden verletzen. Der simple und schmutzunempfindliche Öffnungsmechanismus gestattet es zudem, das Messer beim Arbeitseinsatz mit einem Schwung aus dem Handgelenk schnell einsatzbereit zu machen, was den Nachteil der instabilen Konstruktion für ein Arbeitsmesser ausgleicht. Für diese These spricht weiterhin, dass das Balisong auch Teil der Filipino Martial Arts ist.
Die zweite Theorie besagt, dass das Balisong zuerst 1771 in einem französischen Buch des Pariser Messerschmieds Perret auftauchte. In diesem Buch wird vielleicht das Balisong beschrieben und seine Herkunft auf Frankreich sowie seine Entstehungszeit auf Ende des 16. bis Anfang des 17. Jahrhunderts festgelegt. Es wäre in diesem Fall anzunehmen, dass es dann aus Frankreich ins Nachbarland Spanien und von dort in die ehemalige spanische Kolonie der Philippinen gelangte. Die spanischen Kanoniere verwendeten das Balisong vermutlich, da seine Messinggriffe die Klinge vollständig umschließen und versehentliches Funkensprühen in der Nähe von Schießpulver so vermieden werden konnte.

## Nutzung
Balisongs haben heutzutage in der westlichen Welt einen schlechten Ruf, der sie gerade für Bedrohungen oder Überfälle attraktiv macht. Die charakteristischen Öffnungs- und Schließtechniken (Flippen und Manipulieren) tragen zur einschüchternden Wirkung bei.

### Im geöffneten Zustand
In Europa ist es eher unüblich, Messer dieses Typs als Stichwaffe zu verwenden, da ihre korrekte und sichere Handhabung sehr viel Übung und Können erfordert. Die meisten Öffnungstechniken des Balisongs sind eher auffällig und bei billigen Modellen deutlich hörbar. Dadurch werden verdeckte Messerangriffe aus nächster Nähe bei anfänglich nicht gezogener Klinge erschwert, Einschüchterungen beim Gegner werden jedoch begünstigt. Auch Griff- und Handwechsel durchzuführen fällt ungeübten Benutzern sehr schwer. Aufgrund der bei billigen Exemplaren häufig sehr mangelhaften Verriegelung ist ein kämpferisches Zustechen eher schwierig.

### Im geschlossenen Zustand
Darüber hinaus eignet sich das Balisong in geschlossenem Zustand gut zur Verstärkung von Schlagtechniken. Seine Handhabung ist dann identisch mit dem philippinischen Dulo-Dulo. Diese trägt im philippinischen Archipel auch die Bezeichnungen Tres Puntas oder Pasak. In Japan sind solche Waffen eher als Kubotan bzw. Yawara und im Englischen als palm stick bekannt.

## Rechtslage im deutschsprachigen Raum

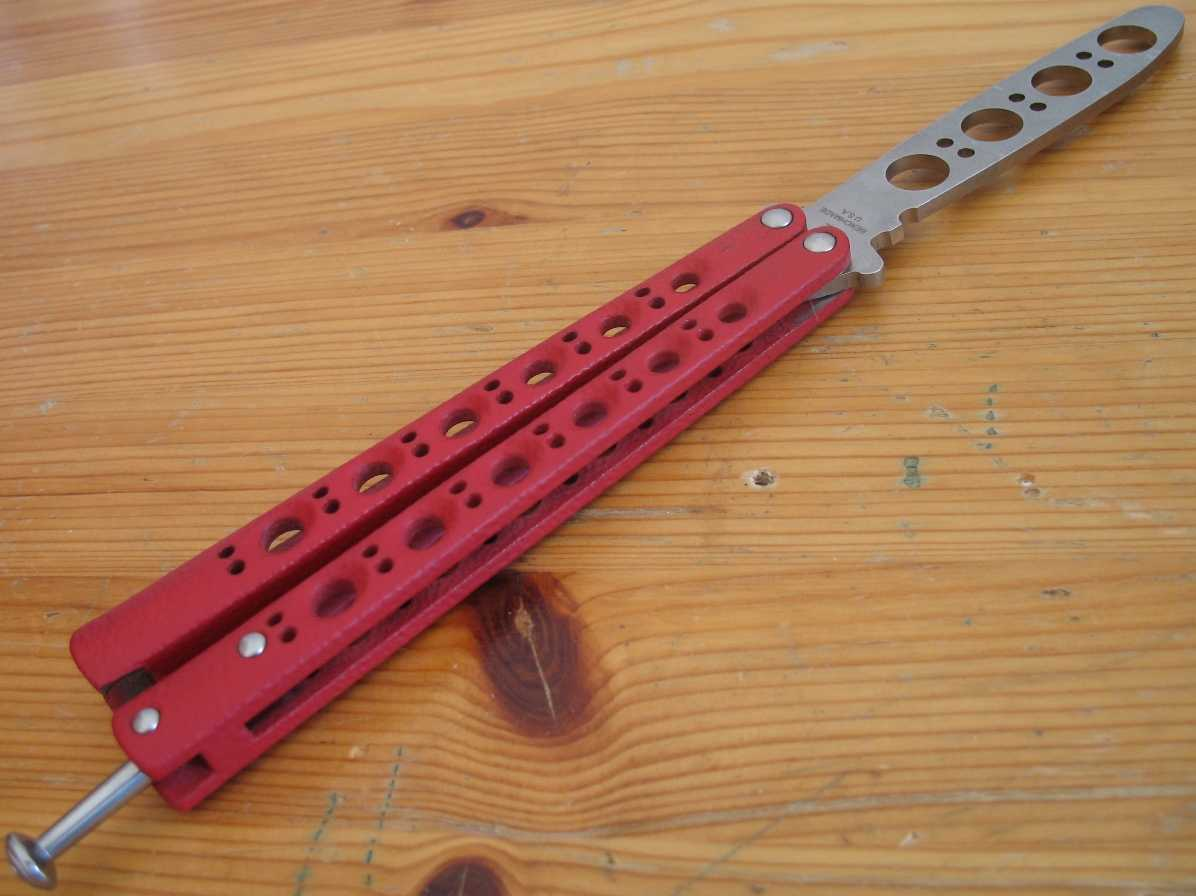
Trainings-Balisong

### Deutschland
Seit dem 1. April 2003 ist der Erwerb und Besitz von Butterflymessern verboten und wird mit Freiheitsstrafe bis zu drei Jahren oder Geldstrafe bestraft. Das Verbot gilt jedoch nicht für Balisongs, die sowohl eine Klingenlänge bis 41 mm als auch eine Klingenbreite bis 10 mm haben, da diese nicht als Waffe im Sinne des deutschen Waffengesetzes gelten. Dies gilt nicht für Trainingsbutterflymesser, die stumpf, nicht spitz und nicht schärfbar sind.

### Österreich
Das österreichische Waffengesetz erlaubt Besitz von Balisongs ab einem Alter von 18 Jahren, Ausländern seit 2016 jedoch nur noch dann, wenn sie eine Daueraufenthaltserlaubnis haben.

### Schweiz
Durch das Waffengesetz (Schweiz) sind der Erwerb, die Übertragung sowie das Verbringen ins Staatsgebiet von Balisongs mit einer Gesamtlänge über 12 cm und einer Klingenlänge über 5 cm verboten. Ausnahmegenehmigungen können jedoch auf Antrag erteilt werden. Balisongtrainer mit nicht spitz zulaufender und gelochter Klinge sind in der Schweiz frei verkäuflich.